# داگرلند

گستره احتمالی داگرلند بین بریتانیا و بقیه قاره اروپا. ده هزار سال پیش از میلاد.

داگِرلند (انگلیسی: Doggerland) منطقه‌ای است که هم‌اکنون در بخش جنوبی دریای شمال در زیر آب دریا قرار گرفته اما در قدیم بیرون از آب بود و بریتانیا را به بقیه قاره اروپا متصل می‌کرد. داگرلند به خاطر بالا رفتن سطح آب دریاها در حدود ۶۵۰۰ تا ۶۲۰۰ پیش از میلاد به زیر آب رفت.
بررسی‌های زمین‌شناختی نشان می‌دهد که داگرلند از کرانه شرقی بریتانیا تا هلند و سواحل غربی آلمان و شبه جزیره یوتلاند امتداد می‌یافته‌است. داگرلند احتمالاً زیستگاهی غنی بوده و در دوره میان‌سنگی انسان‌هایی در آن سکونت داشته‌اند. با مرور زمان و بالا رفتن آب دریا این منطقه نیز تبدیل به جزایر بسیار کم‌ارتفاعی شده و سپس حدود ۸۲۰۰ سال پیش، احتمالاً در پی وقوع سونامی به‌طور کامل به زیر آب رفته‌است. گمان می‌رود که این سونامی در نتیجه زمین‌لغزه زیرآبی استورگا رخ داده باشد.
قابلیت‌های باستان‌شناختی این منطقه نخستین بار در اوایل سده بیستم شناسایی شد، اما در سال ۱۹۳۱ یعنی زمانیکه یک کشتی ماهیگیری کف‌روب در شرق منطقه واش قطعه‌ای از شاخ یک گوزن را از آب گرفت، اهمیت یافت. بررسی‌ها نشان داد که این شاخ گوزن مربوط به زمانی است که این منطقه توندرا بوده‌است. پس از آن شناورها بازمانده ماموت‌ها، شیرها و دیگر حیوانات و همچنین چندین ابزار و سلاح پیش از تاریخ را از داگرلند کشف کردند.
نام داگرلند از نام ساحل داگر گرفته شده‌است و این نام به نوبه خود به نوعی از قایق‌های ماهیگیری هلندی سده هفدهم اشاره دارد که به هلندی «دوخر» نامیده می‌شوند. از این قایق‌ها برای صید روغن‌ماهی اطلسی استفاده می‌شد.